# Honda
Хонда (јап. 本田技研工業) је јапански произвођач аутомобила, камиона, мотоцикала, скутера, quad возила, генератора, робота, опреме за пловљења и млазњака, као и опреме за врт. Предузеће је основао Соичиро Хонда 1948. године.
Уз Мицубиши, Тојоту и Мазду, Хонда је један од највећих јапанских произвођача аутомобила, према подацима из 2006. године имала је 131.600 запослених и 84 милијарде долара промета. Хонда је 2012. године била седми произвођач аутомобила у свету, а трећи у Јапану иза Тојоте и Нисана са преко 4,1 милиона произведених возила.
Хонда је била највећи произвођач моторцикала на свету од 1959, као и највећи светски произвођач мотора са унутрашњим сагоревањем мерено по обиму, производећи више од 14 милиона мотора са унутрашњим сагоревањем сваке године. Хонда је била други по величини јапански аутомобилски произвођач 2001. године. Хонда је била осми по величини произвођач аутомобила на свету 2015. године.
Хонда је била први јапански произвођач аутомобила који је пласирао на тржиште наменску луксузни бренд, Акјура, 1986. године. Поред својих основних аутомобилских и мотоциклистичких делатности, Хонда такође производи опрему за баште, бродске моторе, личне пловне објекте и генераторе енергије и друге производе. Од 1986. године, Хонда се бави истраживањем вештачке интелигенције / роботике и објавила је свој АСИМО робот 2000. године. Они такође почели да послују у области ваздухопловства са успостављањем огранка GE Honda Aero Engines 2004. године и огранка Honda HA-420 HondaJet, који су почели са производњом 2012. године. Хонда има три заједничка улагања у Кини (Хонда Кина, Донгфенг Хонда, и Гуангћи Хонда).
Године 2013, Хонда је инвестирала око 5,7% (US$6,8 милијарди) свог прихода у истраживање и развој. Исто тако 2013, Хонда је постала први јапански произвођач аутомобила који је нето експортер из Сједињених Држава, извозећи 108.705 Хонда и Акјура модела, а увозећи само 88.357.

## Историја
Соичиро Хонда је у октобру 1946. године основао „Техничко истраживачки институт Хонда“. Први Хондин производ били су моторизовани бицикли. Бицикл је имао мотор од 50 кубика, узет од генератора за радио опрему после-ратних војних камиона. Након истека залиха Хонда је правила своју копију тих мотора, тако настаје први модел „Model A“ касније назван „Бата Бата“.
Институт Хонда ликвидиран је 1946. за 1 милион ¥, да би се од тог новца основала нова компанија под називом „Honda Motor Co., Ltd“, у исто време Соичиро Хонда је ангажовао инжењере Кихачира Кавашиму и Такеа Фуџисаву који су пружили свој допринос у пољу бизниса и маркетинга. Блиско партнерство између Хонде и Фуџисаве трајало је све док нису заједно одступили 1973. године.
Први мотоцикл комплетно произведен у компанији Хонда је „Model D“ из 1949. Хонда Моторс је за кратко време постала највећи светски произвођач мотоцикала. Први аутомобил произведен у Хонди, 1963. био је „Т360“ мини пикап камион. Упоредо са Т360 произведен је и спортски аутомобил „С500“. Хонда је 1986. године представила бренд Акјура на америчком тржишту у покушају да придобије купце луксузних возила. Први супер аутомобил произведен у Хонди 1991. године је „Honda NSX“.

## Мотоцикли
Од почетка производње мотоцикала 1955. године Хонда је била највећи произвођач у Јапану. Хонда је као мала компанија пробила тржиште Јапана и почела извоз у Сједињене Америчке Државе. Рекламна кампанја у САД доживела је велики успех, захваљујући рекламном материјалу Хонда је продала око 90.000 мотоцикала за 3 године.

## Модели
непотпун попис модела
- Хонда сивик
- Хонда акорд
- Хонда леџенд
- Хонда џез
- Хонда S2000
- Хонда HR-V
- Хонда CR-V
- Хонда прелуд
- Хонда стрим

## УС продаја
| Календарска година | Укупна УС продаја |
| ------------------ | ----------------- |
| 1992               | 768.45            |
| 1993               | 716.46            |
| 1994               | 788.30            |
| 1995               | 794.79            |
| 1996               | 843.28            |
| 1997               | 940.86            |
| 1998               | 1.009.600         |
| 1999               | 1.076.893         |
| 2000               | 1.158.860         |
| 2001               | 1,207,639         |
| 2002               | 1.247.834         |
| 2003               | 1.349.847         |
| 2004               | 1.394.398         |
| 2005               | 1.462.472         |
| 2006               | 1.509.358         |
| 2007               | 1.551.542         |
| 2008               | 1.284.261         |
| 2009               | 1.150.784         |
| 2010               | 1.230.480         |
| 2011               | 1.147.000         |
| 2012               | 1.422.000         |
| 2013               | 1.525.312         |
| 2014               | 1.540.872         |
| 2015               | 1.586.551         |
| 2016               | 1.637.942         |
| 2017               | 1.641.429         |

## Производни бројеви
| Календарска година | Глобална продукција |
| ------------------ | ------------------- |
| 2009               | 3.012.000           |
| 2010               | 3.643.000           |
| 2011               | 2.909.000           |
| 2012               | 4.110.000           |
| 2013               | 4.112.000           |
| 2014               | 4.513.769           |
| 2015               | 4.543.838           |
| 2016               | 4.999.266           |
| 2017               | 5.236.842           |
| 2018               | 5.357.013           |

## Галерија
- Хонда акорд
- Хонда сивик турер
- Хонда џез
- Хонда HR-V
- Хонда CR-V